# Cahuzac (Tarn)
Pour les articles homonymes, voir Cahuzac.
Cahuzac (en occitan Caüsac) est une commune française située dans le département du Tarn, en région Occitanie. Sur le plan historique et culturel, la commune est dans la Montagne Noire, un massif montagneux constituant le rebord méridional du Massif central.
Exposée à un climat océanique altéré, elle est drainée par, le ruisseau du Dourdou et par deux autres cours d'eau.
Cahuzac est une commune rurale qui compte 360 habitants en 2022, après avoir connu une forte hausse de la population depuis 1962. Elle fait partie de l'aire d'attraction de Revel. Ses habitants sont appelés les Cahuzacois ou  Cahuzacoises.

## Géographie

### Localisation
Commune située au pied de la Montagne Noire, dans le parc naturel régional du Haut-Languedoc.

### Communes limitrophes
| Belleserre | Lagardiolle |               |
|            | Cahuzac     | Saint-Amancet |
| Sorèze     |             |               |

### Voies de communication et transports
La ligne 761 du réseau régional liO assure la desserte de la commune, en la reliant à Castres et à Revel.

### Hydrographie
La commune est dans le bassin de la Garonne, au sein du bassin hydrographique Adour-Garonne. Elle est drainée par le ruisseau des Aravis, le ruisseau du Dourdou, le ruisseau d'Agoundet et par un petit cours d'eau, qui constituent un réseau hydrographique de 7 km de longueur totale,.

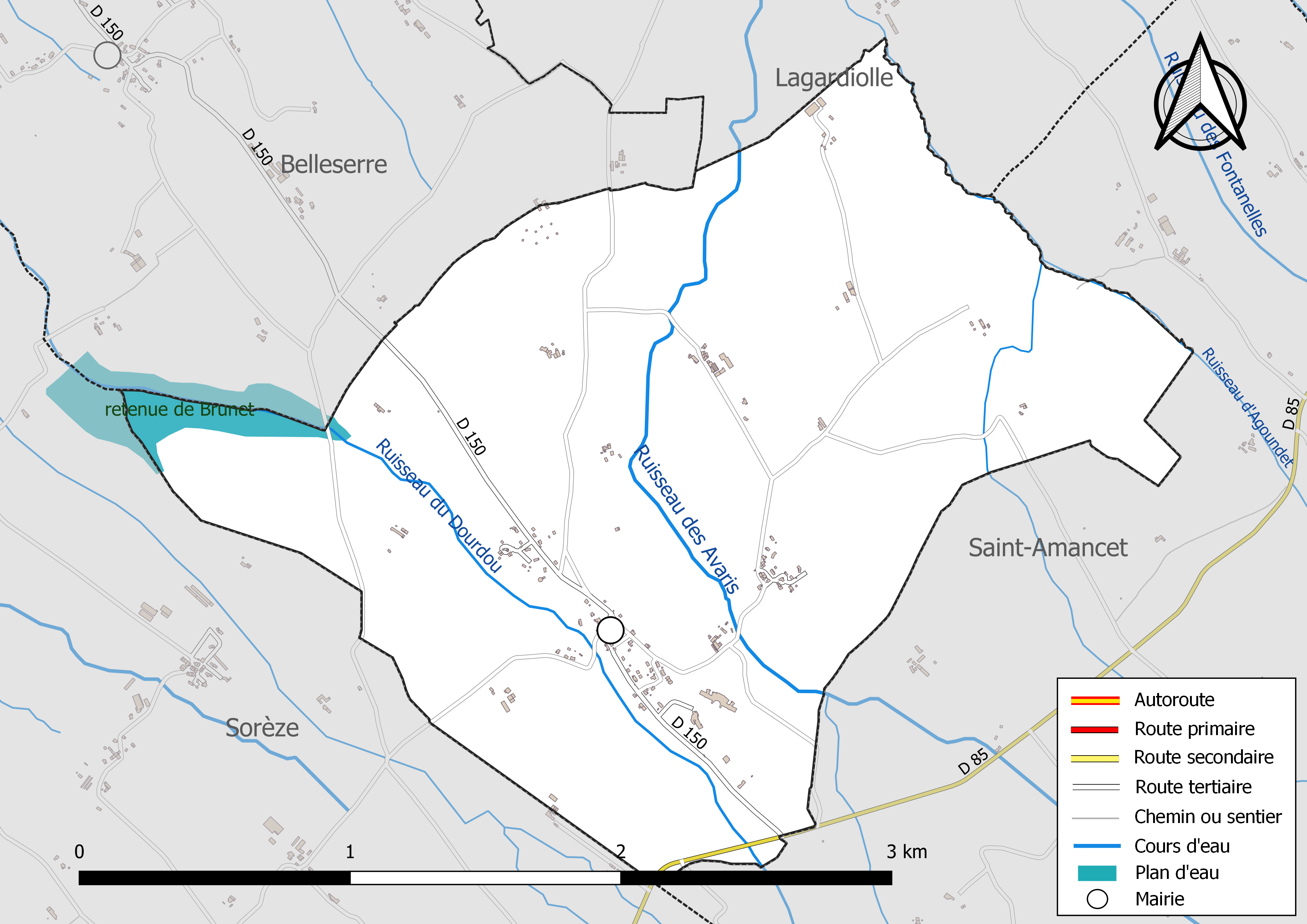
Réseaux hydrographique et routier de Cahuzac.

### Climat
Pour des articles plus généraux, voir Climat de l'Occitanie et Climat du Tarn.
En 2010, le climat de la commune est de type climat méditerranéen altéré, selon une étude du Centre national de la recherche scientifique s'appuyant sur une série de données couvrant la période 1971-2000. En 2020, Météo-France publie une typologie des climats de la France métropolitaine dans laquelle la commune est exposée à un climat océanique altéré et est dans la région climatique Aquitaine, Gascogne, caractérisée par une pluviométrie abondante au printemps, modérée en automne, un faible ensoleillement au printemps, un été chaud (19,5 °C), des vents faibles, des brouillards fréquents en automne et en hiver et des orages fréquents en été (15 à 20 jours).
Pour la période 1971-2000, la température annuelle moyenne est de 13,4 °C, avec une amplitude thermique annuelle de 15,8 °C. Le cumul annuel moyen de précipitations est de 807 mm, avec 9,3 jours de précipitations en janvier et 5 jours en juillet. Pour la période 1991-2020, la température moyenne annuelle observée sur la station météorologique de Météo-France la plus proche, « Dourgne », sur la commune de Dourgne à 5 km à vol d'oiseau, est de 13,8 °C et le cumul annuel moyen de précipitations est de 896,4 mm. 
La température maximale relevée sur cette station est de 41,8 °C, atteinte le 23 août 2023 ; la température minimale est de −19,5 °C, atteinte le 16 janvier 1985,,.
Les paramètres climatiques de la commune ont été estimés pour le milieu du siècle (2041-2070) selon différents scénarios d'émission de gaz à effet de serre à partir des nouvelles projections climatiques de référence DRIAS-2020. Ils sont consultables sur un site dédié publié par Météo-France en novembre 2022.

### Milieux naturels et biodiversité
Aucun espace naturel présentant un intérêt patrimonial n'est recensé sur la commune dans l'inventaire national du patrimoine naturel,,.

## Urbanisme

### Typologie
Au 1er janvier 2024, Cahuzac est catégorisée commune rurale à habitat dispersé, selon la nouvelle grille communale de densité à sept niveaux définie par l'Insee en 2022.
Elle est située hors unité urbaine. Par ailleurs la commune fait partie de l'aire d'attraction de Revel, dont elle est une commune de la couronne,. Cette aire, qui regroupe 16 communes, est catégorisée dans les aires de moins de 50 000 habitants,.

### Occupation des sols
L'occupation des sols de la commune, telle qu'elle ressort de la base de données européenne d’occupation biophysique des sols Corine Land Cover (CLC), est marquée par l'importance des territoires agricoles (98,1 % en 2018), en diminution par rapport à 1990 (100 %). La répartition détaillée en 2018 est la suivante : 
terres arables (70,1 %), zones agricoles hétérogènes (28 %), eaux continentales (1,9 %). L'évolution de l’occupation des sols de la commune et de ses infrastructures peut être observée sur les différentes représentations cartographiques du territoire : la carte de Cassini (XVIIIe siècle), la carte d'état-major (1820-1866) et les cartes ou photos aériennes de l'IGN pour la période actuelle (1950 à aujourd'hui).

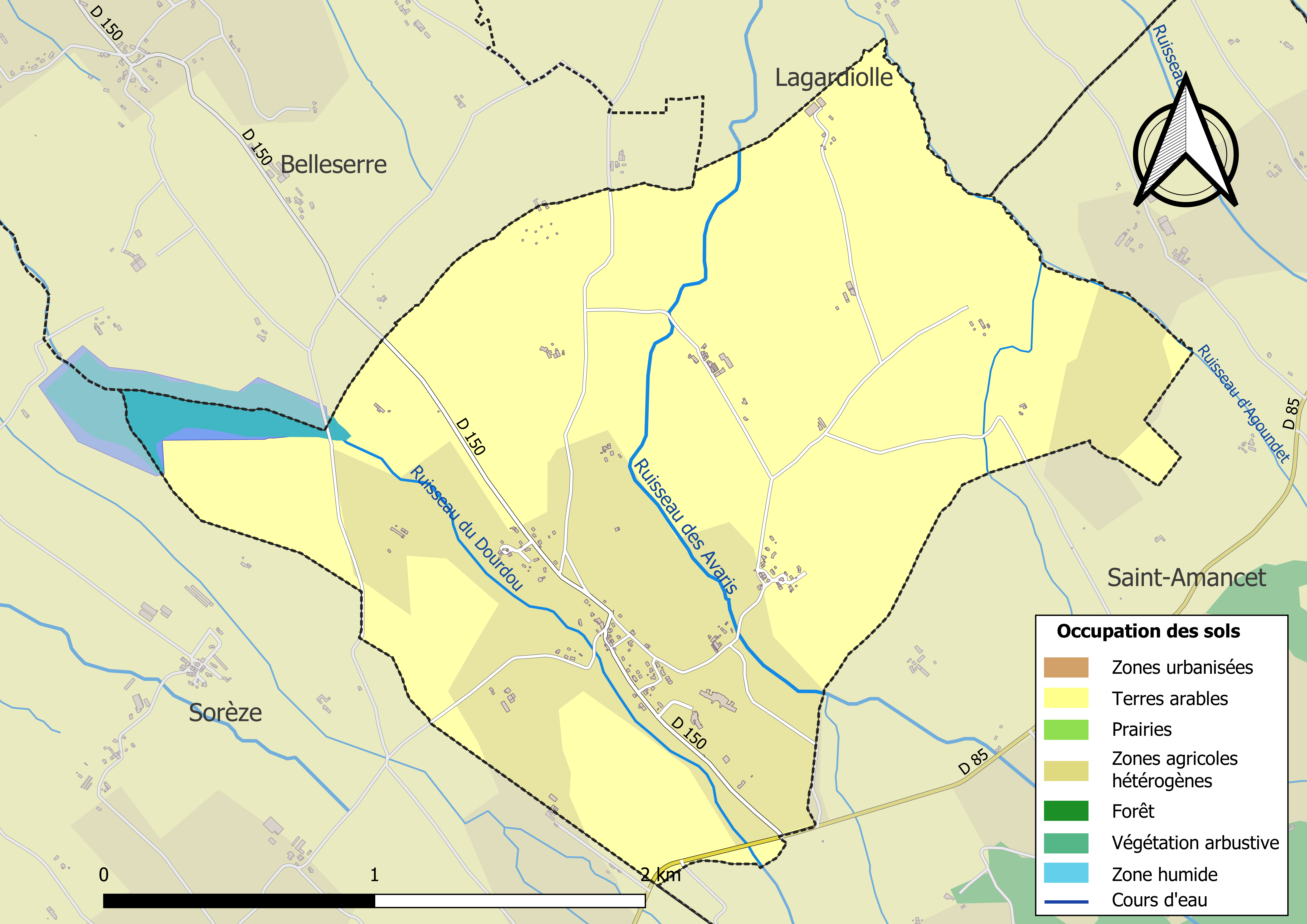
Carte des infrastructures et de l'occupation des sols de la commune en 2018 (CLC).

### Risques majeurs
Le territoire de la commune de Cahuzac est vulnérable à différents aléas naturels : météorologiques (tempête, orage, neige, grand froid, canicule ou sécheresse), inondations, mouvements de terrains et séisme (sismicité très faible). Il est également exposé à un risque technologique, le transport de matières dangereuses. Un site publié par le BRGM permet d'évaluer simplement et rapidement les risques d'un bien localisé soit par son adresse soit par le numéro de sa parcelle.

#### Risques naturels
Certaines parties du territoire communal sont susceptibles d’être affectées par le risque d’inondation par débordement de cours d'eau, notamment le ruisseau des Avaris. La cartographie des zones inondables en ex-Midi-Pyrénées réalisée dans le cadre du XIe Contrat de plan État-région, visant à informer les citoyens et les décideurs sur le risque d’inondation, est accessible sur le site de la DREAL Occitanie. La commune a été reconnue en état de catastrophe naturelle au titre des dommages causés par les inondations et coulées de boue survenues en 1982 et 2000,.
Cahuzac est exposée au risque de feu de forêt. En 2022, il n'existe pas de Plan de Prévention des Risques incendie de forêt (PPRif). Le débroussaillement aux abords des maisons constitue l’une des meilleures protections pour les particuliers contre le feu,.

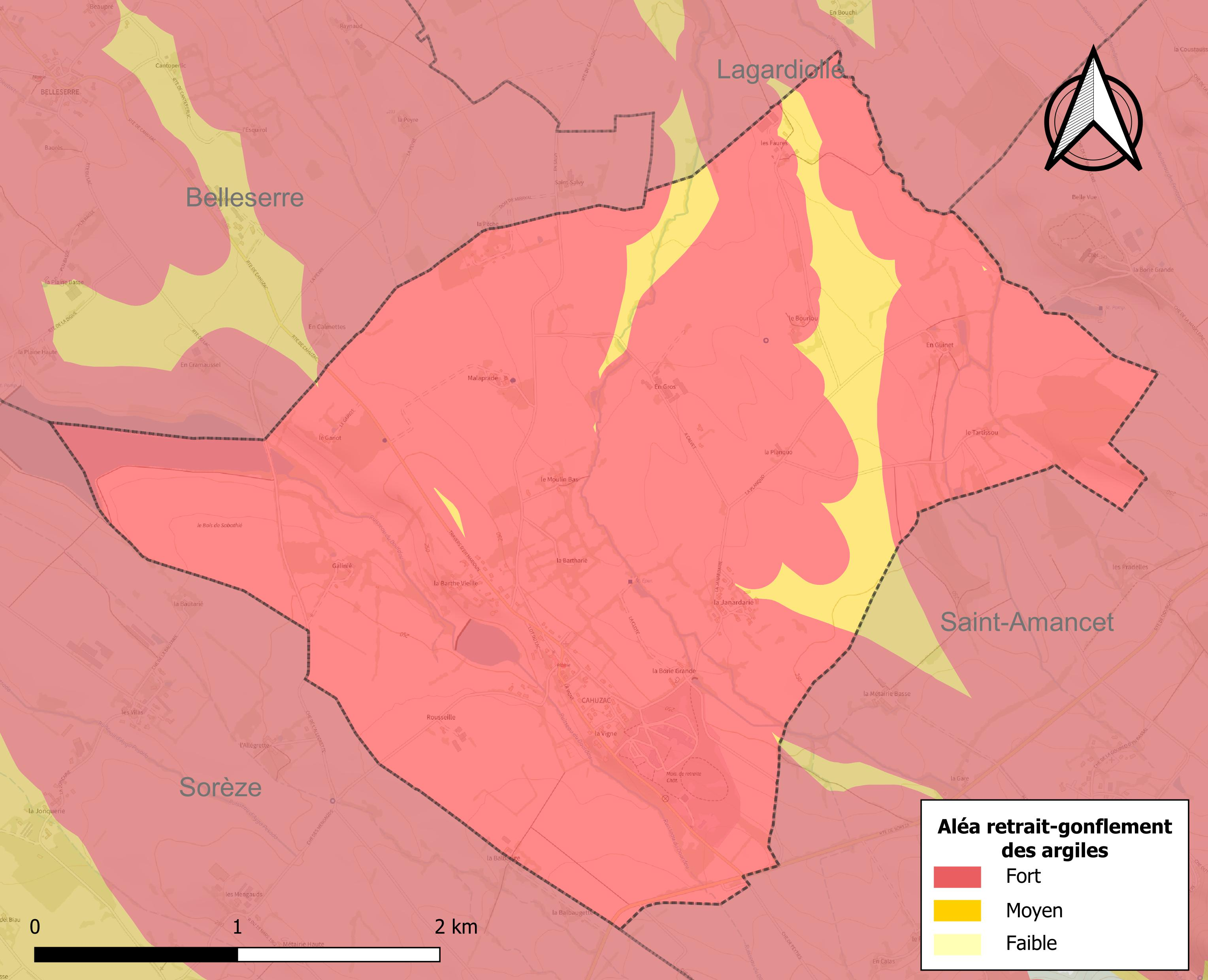
Carte des zones d'aléa retrait-gonflement des sols argileux de Cahuzac.

La commune est vulnérable au risque de mouvements de terrains constitué principalement du retrait-gonflement des sols argileux. Cet aléa est susceptible d'engendrer des dommages importants aux bâtiments en cas d’alternance de périodes de sécheresse et de pluie. La totalité de la commune est en aléa moyen ou fort (76,3 % au niveau départemental et 48,5 % au niveau national). Sur les 96 bâtiments dénombrés sur la commune en 2019, 96 sont en aléa moyen ou fort, soit 100 %, à comparer aux 90 % au niveau départemental et 54 % au niveau national. Une cartographie de l'exposition du territoire national au retrait gonflement des sols argileux est disponible sur le site du BRGM,.
Par ailleurs, afin de mieux appréhender le risque d’affaissement de terrain, l'inventaire national des cavités souterraines permet de localiser celles situées sur la commune.

#### Risques technologiques
Le risque de transport de matières dangereuses sur la commune est lié à sa traversée par des infrastructures routières ou ferroviaires importantes ou la présence d'une canalisation de transport d'hydrocarbures. Un accident se produisant sur de telles infrastructures est susceptible d’avoir des effets graves sur les biens, les personnes ou l'environnement, selon la nature du matériau transporté. Des dispositions d’urbanisme peuvent être préconisées en conséquence.

## Toponymie
Attestée sous la forme Causagum en 1035.

## Histoire

### Héraldique
| Cahuzac | Son blasonnement est : D'azur au pal flambloyant d'argent. |

## Politique et administration

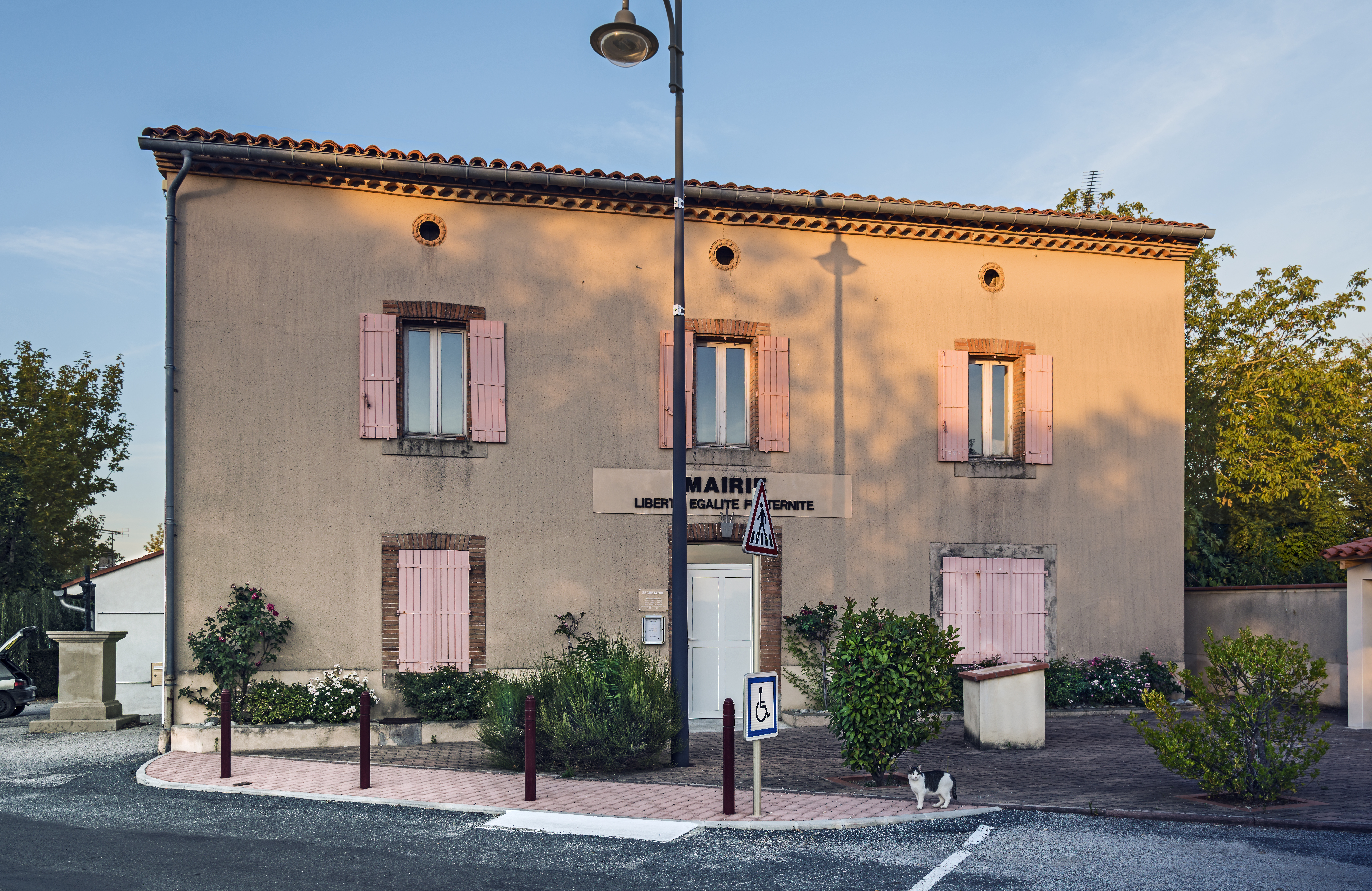
Façade de la mairie

| Période                                  | Période   | Identité        | Étiquette | Qualité |
| ---------------------------------------- | --------- | --------------- | --------- | ------- |
| mars 2001                                | mars 2008 | Michel Naves    |           |         |
| mars 2008                                | 2018      | Michel Naves    |           |         |
| mai 2018                                 |           | Alexia Bousquet |           |         |
| Les données manquantes sont à compléter. |           |                 |           |         |

## Démographie
| 1793 | 1800 | 1806 | 1821 | 1831 | 1836 | 1841 | 1846 | 1851 |
| ---- | ---- | ---- | ---- | ---- | ---- | ---- | ---- | ---- |
| 204  | 199  | 216  | 235  | 258  | 296  | 318  | 276  | 258  |

| 1856 | 1861 | 1866 | 1872 | 1876 | 1881 | 1886 | 1891 | 1896 |
| ---- | ---- | ---- | ---- | ---- | ---- | ---- | ---- | ---- |
| 227  | 223  | 201  | 224  | 222  | 197  | 203  | 180  | 181  |

| 1901 | 1906 | 1911 | 1921 | 1926 | 1931 | 1936 | 1946 | 1954 |
| ---- | ---- | ---- | ---- | ---- | ---- | ---- | ---- | ---- |
| 172  | 174  | 180  | 156  | 142  | 139  | 131  | 115  | 127  |

| 1962 | 1968 | 1975 | 1982 | 1990 | 1999 | 2004 | 2006 | 2009 |
| ---- | ---- | ---- | ---- | ---- | ---- | ---- | ---- | ---- |
| 135  | 153  | 139  | 218  | 160  | 141  | 264  | 332  | 348  |

| 2014 | 2019 | 2022 | - | - | - | - | - | - |
| ---- | ---- | ---- | - | - | - | - | - | - |
| 386  | 350  | 360  | - | - | - | - | - | - |

## Économie

### Revenus
En 2018, la commune compte 83 ménages fiscaux, regroupant 207 personnes. La médiane du revenu disponible par unité de consommation est de 19 190 € (20 400 € dans le département).

### Emploi
|                | 2008  | 2013  | 2018  |
| -------------- | ----- | ----- | ----- |
| Commune        | 7,2 % | 4,8 % | 7,9 % |
| Département    | 8,2 % | 9,9 % | 10 %  |
| France entière | 8,3 % | 10 %  | 10 %  |

En 2018, la population âgée de 15 à 64 ans s'élève à 152 personnes, parmi lesquelles on compte 70,8 % d'actifs (62,8 % ayant un emploi et 7,9 % de chômeurs) et 29,2 % d'inactifs,. Depuis 2008, le taux de chômage communal (au sens du recensement) des 15-64 ans est inférieur à celui de la France et du département.
La commune fait partie de la couronne de l'aire d'attraction de Revel, du fait qu'au moins 15 % des actifs travaillent dans le pôle,. Elle compte 156 emplois en 2018, contre 157 en 2013 et 150 en 2008. Le nombre d'actifs ayant un emploi résidant dans la commune est de 95, soit un indicateur de concentration d'emploi de 163,4 % et un taux d'activité parmi les 15 ans ou plus de 33,3 %.
Sur ces 95 actifs de 15 ans ou plus ayant un emploi, 22 travaillent dans la commune, soit 23 % des habitants. Pour se rendre au travail, 70,5 % des habitants utilisent un véhicule personnel ou de fonction à quatre roues, 12,5 % les transports en commun, 6,4 % s'y rendent en deux-roues, à vélo ou à pied et 10,6 % n'ont pas besoin de transport (travail au domicile).

### Activités hors agriculture
21 établissements sont implantés  à Cahuzac au 31 décembre 2019.
Le secteur du commerce de gros et de détail, des transports, de l'hébergement et de la restauration est prépondérant sur la commune puisqu'il représente 38,1 % du nombre total d'établissements de la commune (8 sur les 21 entreprises implantées  à Cahuzac), contre 26,7 % au niveau départemental.

### Agriculture
|               | 1988 | 2000 | 2010 | 2020 |
| ------------- | ---- | ---- | ---- | ---- |
| Exploitations | 10   | 7    | 5    | 4    |
| SAU (ha)      | 479  | 688  | 600  | 555  |

La commune est dans la Montagne Noire, une petite région agricole située dans le sud du département du Tarn. En 2020, l'orientation technico-économique de l'agriculture  sur la commune est la culture de céréales et/ou d'oléoprotéagineuses. Quatre exploitations agricoles ayant leur siège dans la commune sont dénombrées lors du recensement agricole de 2020 (dix en 1988). La superficie agricole utilisée est de 555 ha,,.

## Culture locale et patrimoine

### Lieux et monuments
- Église Saint-Vincent de Cahuzac.

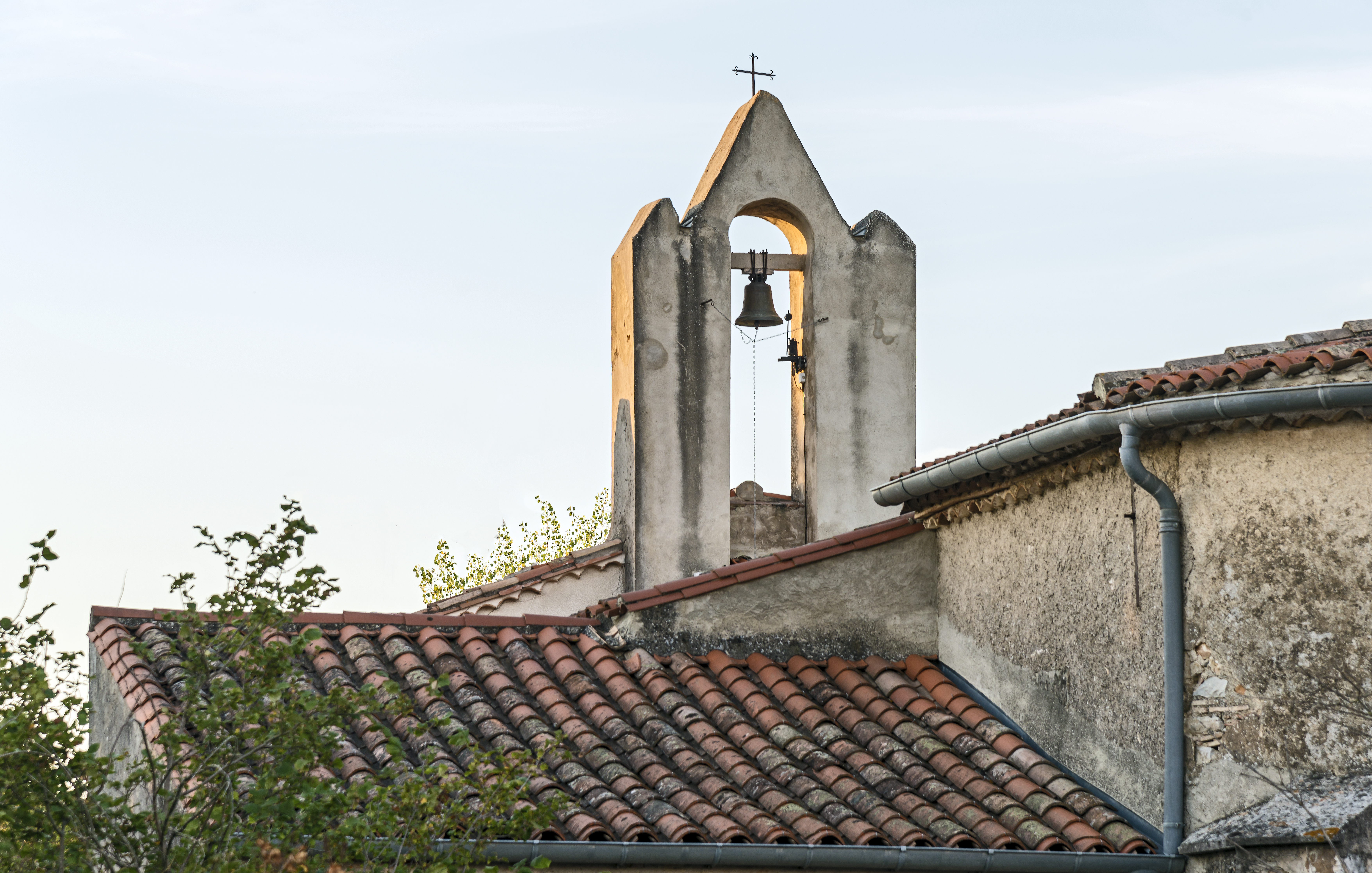
Le clocher-mur de l'église Saint-Vincent
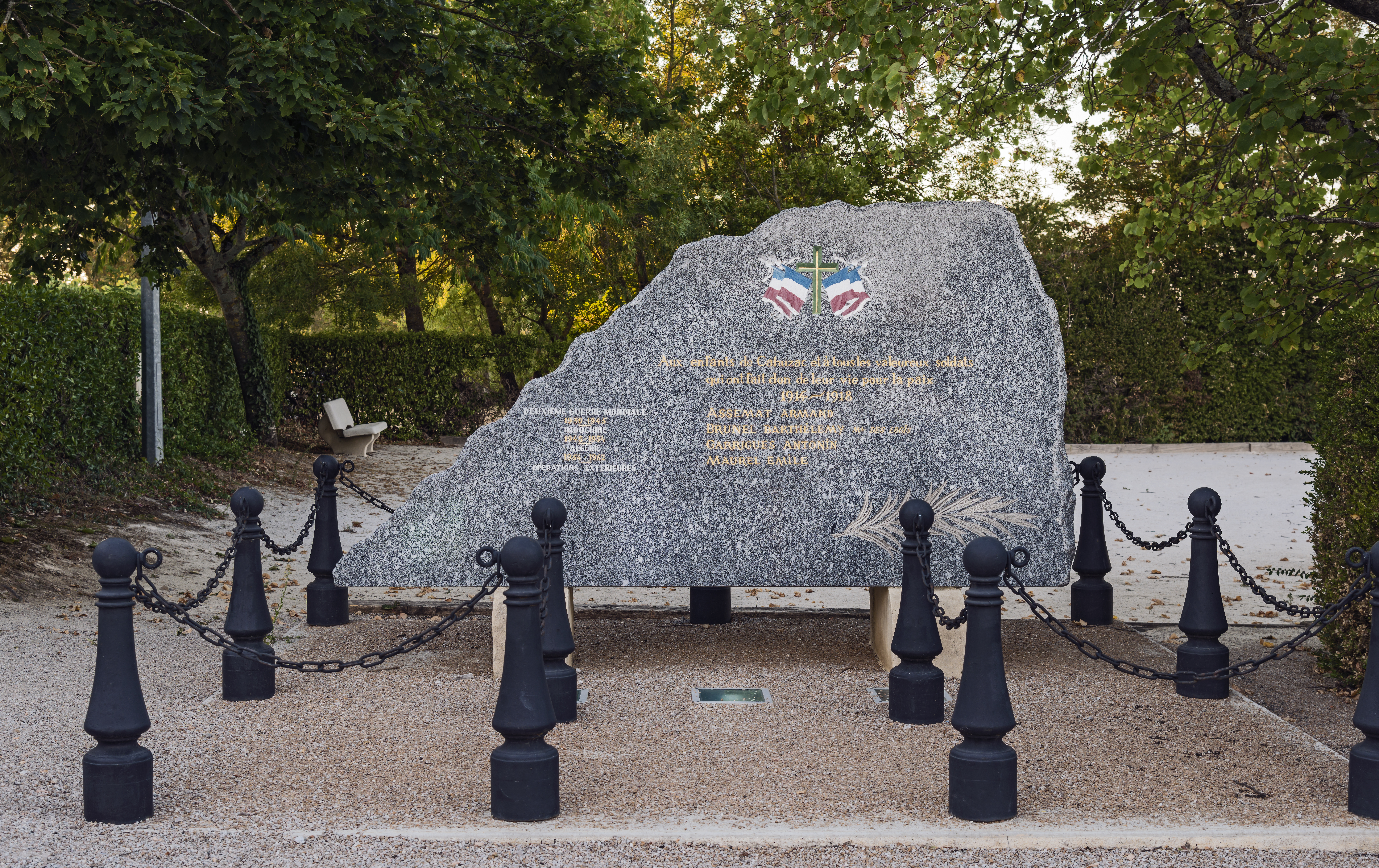
Le Monument aux Morts